# División Antropología del Museo de La Plata
La División Antropología del Museo de La Plata es una de las 15 divisiones o departamentos en los que se organiza el Museo de La Plata (Provincia de Buenos Aires, Argentina). Junto con las Divisiones de Arqueología y Etnografía conforman el área de Antropología. En la División Antropología se desarrollan investigaciones sobre diversidad morfológica de poblaciones humanas, principalmente amerindias. Desde las primeras décadas de la fundación del Museo se han conservado restos humanos (mayoritariamente de Argentina), y actualmente custodia colecciones jesuíticas, antiguos instrumentos o réplicas con los que se estudiaban los restos óseos y el material cultural asociado.

## Historia
La historia de la División está vinculada a la historia de la disciplina hoy denominada antropología biológica, inicialmente llamada “Antropología Física”. En ese período, que perduró hasta avanzado el siglo XX, los estudios se orientaban a aspectos descriptivos de las poblaciones humanas. El objeto de estudio era la caracterización y clasificación de los tipos humanos. Luego pasaría a llamarse “Antropología Biológica” centrándose en los mecanismos evolutivos que dan lugar a la variación, a partir de los patrones resultantes.  Así, la diferencia biológica entre los seres humanos, se explica incorporando los componentes bio-socio-culturales.
Los primeros jefes de la división fueron extranjeros. Sus estudios se basaron en técnicas antropométricas y comparativas, preocupados por la descripción de las colecciones. El investigador holandés Herman Frederick C. Ten Kate asumió en 1895 por designio del director del Museo, Francisco Pascasio Moreno; luego el alemán Robert Lehmann-Nitsche se hace cargo de la División en 1897.
En 1930 asumió Milcíades Alejo Vignati, quien desarrolló sus estudios de antropología física mediante técnicas morfoscópicas y morfométricas. Luego de su retiro, muchos de sus discípulos abandonaron esta institución en 1955, salvo María Esther (Lilia) Cháves de Azcona.
En 1955 Eduardo Mario Cigliano asumió como Jefe de la División y en 1977 falleció a causa de una enfermedad, asumiendo el cargo uno de sus discípulos, Horacio Calandra. Luego del retorno a la democracia el 1983, retorna a la casa de estudio Héctor Mario Pucciarelli y en 1991 gana por concurso el cargo de Jefe de División. Los temas de investigación para este entonces ya se alejaban del método comparativo inicial en que se desarrolló la antropología física. Pucciarelli fue responsable de la renovación completa de la sala de exhibición “Evolución humana. Ser y pertenecer”, retirando de allí restos humanos de aborígenes americanos. Durante su gestión se desarrollaron una decena de restituciones de restos humanos a los pueblos originarios. Este proceso continúa en la actualidad.
Por problemas de salud Pucciarelli abandonó el cargo de Jefe de División en 2014 y, en su lugar, asumió en forma interina la antropóloga de la División especializada en antropología forense y alteraciones osteológicas, Susana Salceda.
En 2019 se realizó un llamado a selección de Jefe de División, según el “Reglamento del Museo de La Plata. Divisiones Científicas” (aprobado por Resolución 228/18 del Consejo Directivo de la Facultad de Ciencias Naturales y Museo de la Universidad Nacional de La Plata), tras el cual Gustavo Barrientos fue designado en el cargo, asumiendo en septiembre de 2022.

### Lista de Directores de la Sección, Departamento y División Antropología
| Nombre                   | Periodo        |
| ------------------------ | -------------- |
| Herman ten Kate          | 1895-1897      |
| Roberto Lehmann Nitsche  | 1897-1930      |
| Milcíades Alejo Vignati  | 1930-1955      |
| Eduardo Mario Cigliano   | 1955-1977      |
| Horacio Calandra         | 1977-1991      |
| Héctor Mario Pucciarelli | 1991-2014      |
| Susana Alicia Salceda    | 2014-2022      |
| Gustavo Barrientos       | 2022- presente |

### Colecciones
La División Antropología custodia una de las colecciones de restos humanos más grandes de Sudamérica. Desde antes de la creación del Museo y durante sus primeros años, se reunieron importantes donaciones de naturalistas como Francisco Pascasio Josue Moreno 1882, (quien inicialmente fundó su colección en 1877 en el Museo Antropológico y Arqueológico de la Ciudad de Buenos Aires, y más adelante traería estas colecciones al Museo de La Plata).Los restos humanos en custodia de la División proceden del territorio argentino, de otros países sudamericanos (Bolivia, Brasil, Chile, Paraguay, Perú y Uruguay), de Norteamérica (Estados Unidos), Europa (Francia e Italia) y África (Egipto e lslas Canarias). Cronológicamente se ubican desde el Holoceno Temprano hasta el siglo XIX y fueron incorporados a través de donaciones, canjes o por medio de expediciones realizadas por naturalistas y personal del Museo en diferentes regiones del país.También se custodian piezas de arte de colecciones jesuíticas, antiguos instrumentos o réplicas con los que se estudiaban los restos óseos en los inicios de la práctica en el Museo (fines del siglo XIX y primera mitad del siglo XX) y material cultural asociado. Actualmente se trabaja en la digitalización de las colecciones mediante imágenes por tomografías computadas.
El primero en encargarse de las colecciones antropológicas fue Ten Kate como curador. Posteriormente Lehmann-Nitsche inventarió de manera sistemática todos los restos óseos y lo publicó en forma de Catálogo de la Sección Antropológica en 1910. En 1958, durante la gestión de Cigliano en la División, María Esther (Lilia) Cháves de Azcona publicó la Guía sobre los restos humanos conservados en el Museo que, junto con el catálogo de Lehmann-Nitsche son los únicos registros de carácter público de la División.

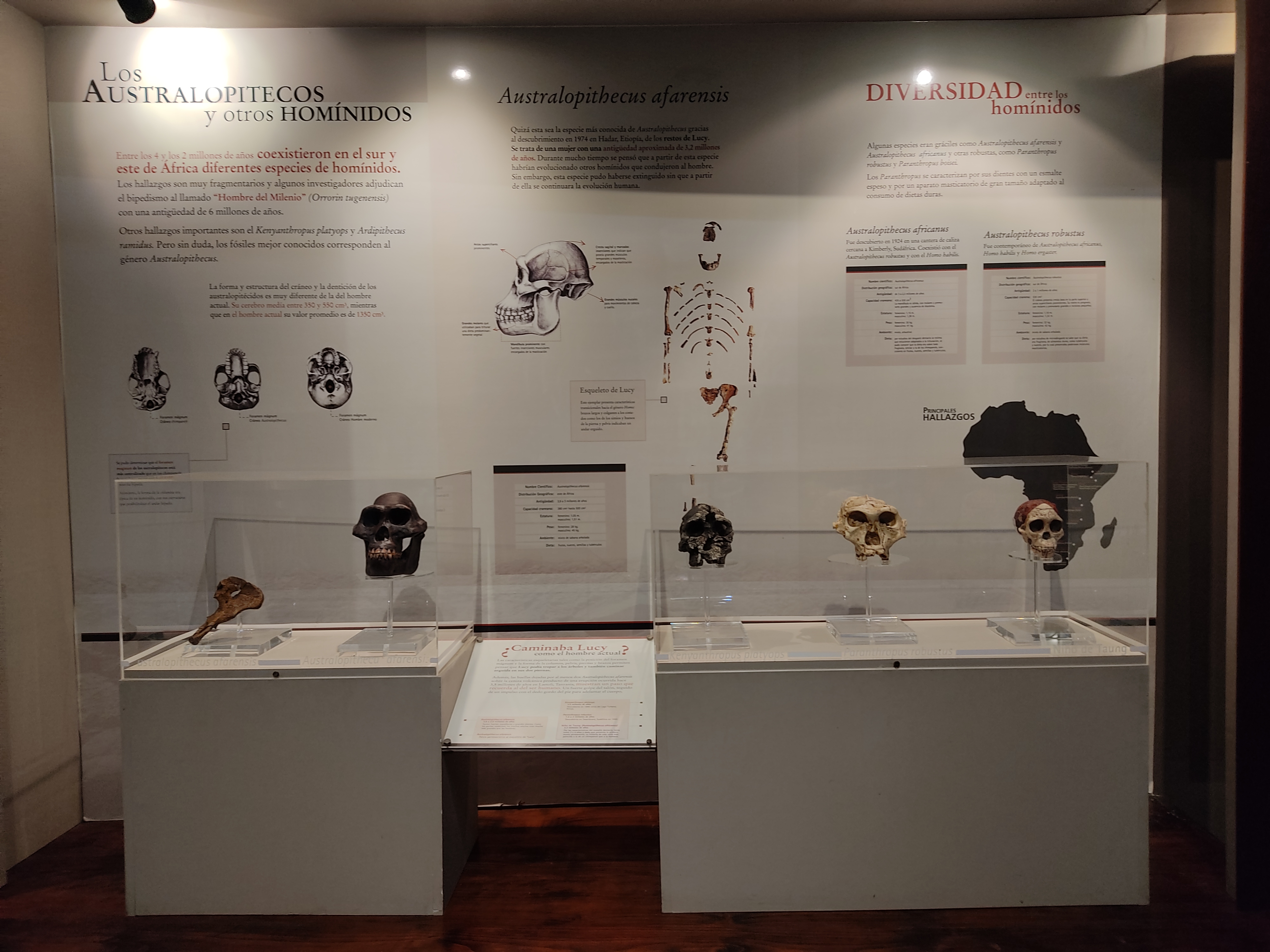
La exposición "Evolución Humana. Ser y pertenecer".

A inicios del siglo XXI el manejo de las colecciones biológicas humanas abandonaron la idea colonial anteriormente instaurada, y de la mano de la coyuntura política que presentó esta institución respecto a los reclamos vinculados a la restitución de restos humanos iniciados en 1994, produjeron profundos cambios en las condiciones de exhibición, conservación y gestión de los restos custodiados.

## Investigación
Las líneas de Investigación que se trabaja actualmente en la división se refieren a la diversidad morfológica y genética de poblaciones humanas, particularmente amerindias. Se realizan estudios moleculares, de morfometría geométrica, paleoarqueología y bioclimáticos. Estos desarrollos buscan conocer la evolución, la ancestralidad, la variación ontogénica y patologías en poblaciones contemporáneas. Las antiguas y actuales colecciones han sido evidencia en investigaciones antropológicas y evolutivas, para estudios etnográficos, sobre vínculos sociales y contextos históricos.
Además, la División Antropología brinda servicios forenses ante consultas de organismos de seguridad y justicia, frente al hallazgo de restos humanos en diferentes situaciones, las cuales requieren del asesoramiento en temas del campo bioantropológico y contribuyen a la identificación de individuos, a establecer las causas y circunstancias de su deceso y a identificar personas fallecidas en el contexto de catástrofes.